# Regionalwahl in Kalabrien 1995
Die Regionalwahl in Kalabrien 1995 fand am 23. April statt; der Regionalrat und der Präsident der Region Kalabrien wurden gleichzeitig gewählt.

## Wahlergebnis
| Kandidaten                    | Kandidaten              | Stimmen   | %    | Listen                                  | Stimmen | %    | Mandate |
| ----------------------------- | ----------------------- | --------- | ---- | --------------------------------------- | ------- | ---- | ------- |
|                               | Giuseppe Nisticògewählt | 456.545   | 44,1 | Forza Italia - Il Polo Popolare         | 182.127 | 19,7 | 8       |
| Alleanza Nazionale            | Giuseppe Nisticògewählt | 456.545   | 44,1 | 151.234                                 | 16,3    | 6    |         |
| Centro Cristiano Democratico  | Giuseppe Nisticògewählt | 456.545   | 44,1 | 83.707                                  | 9,0     | 3    |         |
| Mandate der Listengruppe      | Giuseppe Nisticògewählt | 456.545   | 44,1 | –                                       | –       | 8    |         |
| ↳ Gesamt                      | Giuseppe Nisticògewählt | 456.545   | 44,1 | 417.068                                 | 45,0    | 25   |         |
|                               | Donato Veraldi          | 392.227   | 37,9 | Progressisti                            | 205.734 | 22,2 | 8       |
| Popolari                      | Donato Veraldi          | 392.227   | 37,9 | 92.728                                  | 10,0    | 3    |         |
| Patto dei Democratici         | Donato Veraldi          | 392.227   | 37,9 | 46.916                                  | 5,1     | 2    |         |
| Lega Italia Federale          | Donato Veraldi          | 392.227   | 37,9 | 4.173                                   | 0,5     | –    |         |
| ↳ Gesamt                      | Donato Veraldi          | 392.227   | 37,9 | 349.551                                 | 37,7    | 13   |         |
|                               | Pasquino Crupi          | 98.742    | 9,5  | Partito della Rifondazione Comunista    | 80.851  | 8,7  | 3       |
|                               | Roberto Cangiamila      | 35.610    | 3,4  | Partito Repubblicano Italiano           | 34.865  | 3,8  | 1       |
|                               | Carlo Nicola Colella    | 31.072    | 3,0  | Partito Socialista Democratico Italiano | 20.892  | 2,3  | –       |
| Partito Socialista Riformista | Carlo Nicola Colella    | 31.072    | 3,0  | 9.081                                   | 1,0     | –    |         |
| ↳ Gesamt                      | Carlo Nicola Colella    | 31.072    | 3,0  | 29.973                                  | 3,2     | –    |         |
|                               | Salvatore Paolillo      | 14.002    | 1,4  | Movimento Sociale Fiamma Tricolore      | 8.609   | 0,9  | –       |
|                               | Anna Maria Merlini      | 8.049     | 0,8  | Lista Pannella - Riformatori            | 5.048   | 0,5  | –       |
| Gesamt                        | Gesamt                  | 1.036.247 | 100  |                                         | 925.965 | 100  | 42      |